# Hauptreihenstern der Spektralklasse B
Ein Hauptreihenstern der Spektralklasse B ist ein Stern der Spektralklasse B und der Leuchtkraftklasse V. Ein Beispiel für einen B-Hauptreihenstern stellt Alkaid dar. Die B-Hauptreihensterne befinden sich links im Hertzsprung-Russell-Diagramm. Sie sind aufgrund ihrer Masse sehr viel kurzlebiger als zum Beispiel die Sonne, die ein Gelber Zwerg ist.

## Eigenschaften
B-Hauptreihensterne weisen Massen von etwa 2,5 bis 18 Sonnenmassen und Oberflächentemperaturen von etwa 10.000 K bis 31.500 K auf. Durch die höhere Oberflächentemperatur strahlen diese Sterne auch deutlich mehr UV-Strahlung als die Sonne ab.

### Spektrale Standardsterne
Der revidierte Yerkes Atlas (Johnson & Morgan 1953) listet 45 B-Hauptreihensterne als Standard, wobei im Laufe der Zeit einige auf der Liste entfernt wurden.
Die Anker des MK-Systems bilden folgende Sterne:
- Ypsilon Orionis (B0V)
- Alkaid (B3V)
- Eta Aurigae (B3V)

### Entwicklung
Ein B-Hauptreihenstern verweilt während seiner Existenz ca. 10–400 Mio. Jahre in der Hauptreihe. Dies ist wesentlich kürzer als die Lebensdauer eines Sterns wie der Sonne. Aufgrund des großen Massebereichs dieser Sterne gibt es auch erhebliche Differenzen zwischen den Sternen innerhalb dieser Spektralklasse. Während die massereicheren Sterne dieser Spektralklasse in einer Supernova explodieren und danach entweder als Neutronenstern oder Schwarzes Loch ihr Ende finden, so werden sich die masseärmeren zu einem Weißen Zwerg entwickeln.

## Planeten um Hauptreihensterne der Spektralklasse B

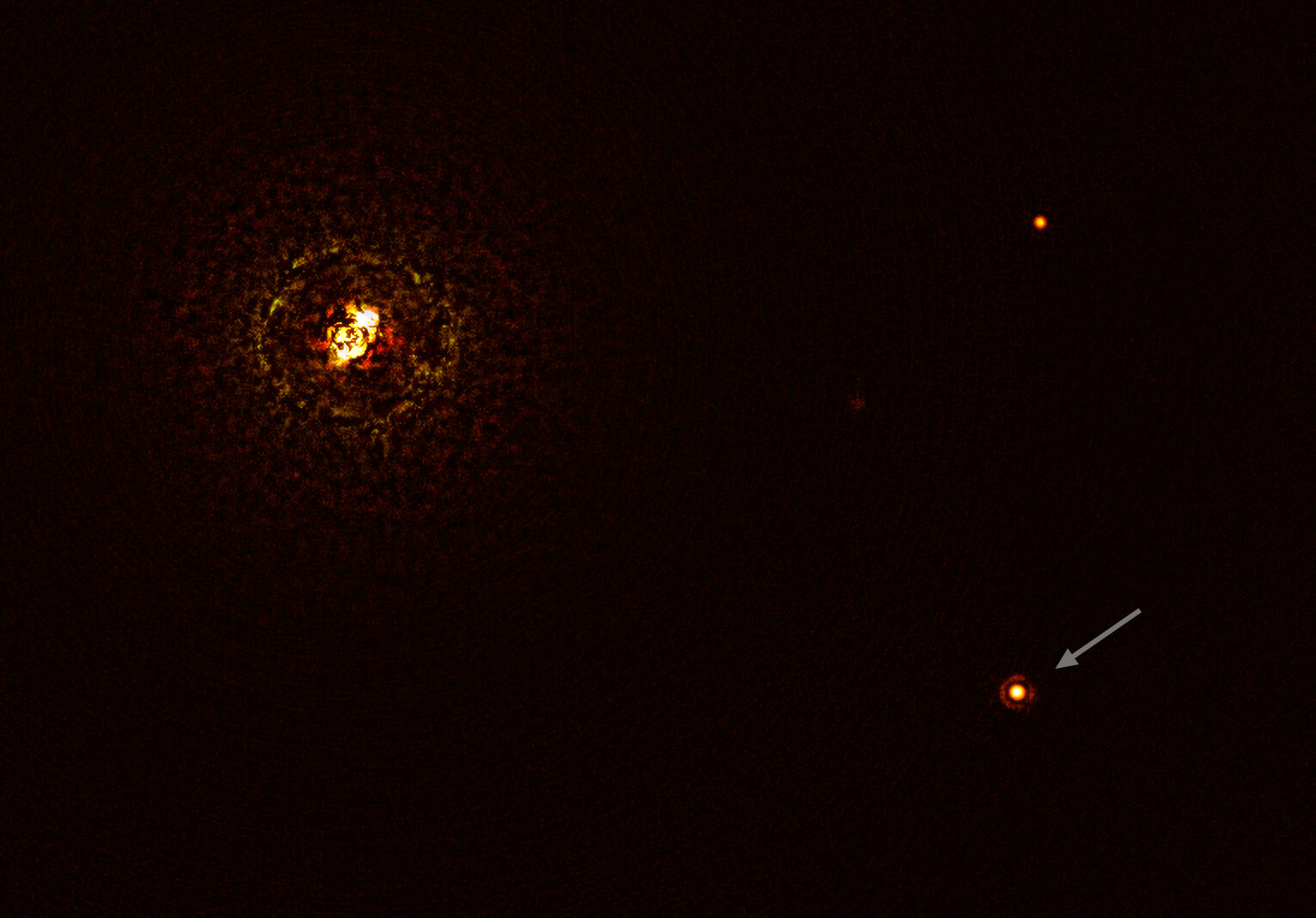
Entdeckungsbild von b Centauri AB b, einem Super-Jupiter, der die beiden Zentralsterne umkreist. Aufnahme mit SPHERE am VLT

Mit gegenwärtigen Methoden zur Detektion von Exoplaneten ist es am einfachsten, solche in verhältnismäßig engen Bahnen um Rote Zwerge nachzuweisen. Dennoch konnten auch schon wenige um Sterne der Spektralklasse B entdeckt werden. 2021 wurde der Planet b Centauri AB b entdeckt. Der Super-Jupiter mit etwa 10 MJ umkreist seine beiden Zentralsterne zirkumbinär in einer Entfernung von rund 560 AE. Dies ist etwa die 20-fache Distanz von Neptun zur Sonne. Der größere der Zentralsterne hat dabei etwa 5–6 Sonnenmassen und Spektralklasse B2.5 V, während der Begleiter ebenfalls ein mehrfaches der Sonnenmasse haben dürfte. Masse und Eigenschaften des Begleiters konnten jedoch noch nicht genauer bestimmt werden.
2010 wurde ein Planet um HIP 78530 entdeckt. Das Objekt hat jedoch geschätzte 24 MJ und könnte entsprechend auch ein Brauner Zwerg sein. Der Zentralstern hat Spektralklasse B9 V und wohl etwa 2,5 Sonnenmassen.

## Beispiele
Einige schwächere Sterne der Plejaden sowie auch des bekannten Sternbilds Orion sind Hauptreihensterne der Spektralklasse B.
| Name                | Spektralklasse | Masse in M☉ | Radius in R☉ | Leuchtkraft in L☉ | Kommentar                                                                                 |
| ------------------- | -------------- | ----------- | ------------ | ----------------- | ----------------------------------------------------------------------------------------- |
| Asterope (21 Tauri) | B8 V           | -           | -            | -                 | Einer der bekannten Sterne der Plejaden. Bildet zusammen mit 22 Tauri ein optisches Paar. |
| HD 23753            | B8 V           | 3,2         | 3,2          | 150               | Einer der schwächeren Sterne im Plejadenhaufen                                            |
| 18 Tauri            | B8 V           | 3,3         | 2,9          | 160               | Einer der schwächeren Sterne im Plejadenhaufen                                            |
| Eta Orionis Aa      | B1 V           | 11          | 6,3          | -                 | Einer der schwächeren Sterne vom Sternbild Orion, direkt unterhalb des Gürtels von Orion  |
| Rigel B und C       | B9 V           | 4 + 4       | -            | -                 | Weitere Komponenten von Rigel im Sternbild Orion                                          |
| Mintaka Aa2         | B1 V           | 8           | 4            | 16000             | Weitere Komponente von Mintaka im Sternbild Orion                                         |
| Archernar A         | B6 Vpe         | 6           | 7            | 3500              | Hellster Stern im Sternbild Eridanus                                                      |
| Alnair              | B6 V           | 4           | 4            | 500               | Hellster Stern im Sternbild Kranich                                                       |
| Alkaid              | B3 V           | 6           | 3,5          | 600               | Äußerster Deichselstern im Großen Wagen                                                   |